# Dawrondżon Ergaszew
Dawrondżon Ergaszew (tg. Давронҷон Эргашев; ur. 19 marca 1988) – tadżycki piłkarz, występujący na pozycji obrońcy.

## Kariera klubowa
Ergaszew jest wychowankiem klubu Regar-TadAZ Tursunzoda. W 2011 roku przeniósł się do Istiklol Duszanbe, w którym występował przez kolejne dwa sezony. Od 2013 roku jest zawodnikiem Żetysu Tałdykorgan.

## Kariera reprezentacyjna
W reprezentacji Tadżykistanu zadebiutował w 2008 roku. Do tej pory rozegrał w kadrze 29 meczów, w których zdobył dwie bramki (stan na 6 lipca 2013).

## Sukcesy
- Mistrzostwo Tadżykistanu: 2008 (Regar); 2011 (Istiqlol)
- Puchar Prezydenta AFC: 2008, 2009 (Regar); 2012 (Istiqlol)